# São João dos Caldeireiros
São João dos Caldeireiros é uma povoação portuguesa sede da Freguesia de São João dos Caldeireiros do Município de Mértola, freguesia com 103,44 km² de área e 442 habitantes (censo de 2021), tendo, por isso, uma densidade populacional de 4,3 hab./km².

## Demografia
A população registada nos censos foi:
| Ano  | 0-14 Anos | 15-24 Anos | 25-64 Anos | > 65 Anos |
| 2001 | 79        | 78         | 326        | 245       |
| 2011 | 48        | 48         | 263        | 208       |
| 2021 | 40        | 34         | 213        | 155       |